# Poklicna matura iz slovenščine
Poklicna matura iz slovenščine je obvezen izpit za vse kandidate za poklicno maturo.
Opredeljuje ga Zakon o maturi.

## Cilji izpita
- ugotavlja se ustreznost ustnega in pisnega razumevanja
- ugotavlja se odnos do slovenskega jezika kot maternega in državnega jezika
- ugotavlja se kultura dialoga
- ugotavlja se raven zmožnosti književnega branja

## Zgradba izpita
Izpit je sestavljen iz dveh delov, in sicer iz pisnega in ustnega dela.

### Pisni del izpita
Pisni del traja 120 minut in obsega dve izpitni poli, tj. razčlembo neumetnostnega besedila in pisanje interpretacije poljubnega umetnostnega besedila.
Naloge, točkovnik (ocenjevalni obrazec) in dodatna navodila zanj pripravlja državna predmetna izpitna komisija za poklicno maturo. 
Pri pisnem delu lahko kandidat pridobi 60% točk.

### Ustni del izpita
Vedno sledi pisnemu delu in traja do 20 minut. Kandidat se lahko nanj v izpitnem prostoru, potem ko je izbral izpitni listek, pripravlja 20 minut.
Na izpitnem listku so naslednje naloge:
- glasno branje umetnostnega besedila
- interpretacija umetnostnega besedila
- jezikovno vprašanje ob krajšem neumetnostnem besedilu

Pri ustnem delu lahko kandidat pridobi 40% točk.